# حافظ ابراهیم
حافظ ابراهیم ( عربی: حافظ إبراهيم ; ۱۸۷۱– ۱۹۳۲) شاعر معروف مصری روز های نخست قرن ۲۰ بود. حافظ به دلیل تعهد سیاسی اش به فقرا، «شاعر نیل » و بعضی وقت ها بنام «شاعر مردم» نام گرفت.  شعر وی دل واپسی های بیشتر مردم عامه مصر از قبیل حقوق زنان، فقر، تحصیلات و همچنین نظارت وی از امپراتوری بریتانیا و اشغال خارجی را در بر می گرفت.  
وی بخشی از چندین شاعر مصری بود که شعر کلاسیک عربی را در قسمت دوم قرن ۱۹ احیا نمود. این شاعران در حالی که هنوز از سیستم کلاسیک عربی متر و قافیه استفاده می نمودند، برای گفتن عقیده ها و احساس های نوین ناشناخته برای شاعر های کلاسیک می نوشتند. حافظ به دلیل سرودن اشعار در تفسیر سیاسی و اجتماعی شهرت دارد.

## اوایل زندگی
حافظ در سال ۱۸۷۲ در دیروط مصر متولد شد. پدر او مهندس مصری و مادرش ترک بود.   حافظ بعد از درگذشت پدرش در ۴ سالگی پیش عمویش به طنطا ارسال شد و تحصیلات ابتدایی اش را در آنجا طی نمود. بعدها به قاهره مهاجرت کرد تا با مادر و عمویش زندگی کند و تحصیلات متوسطه را در آن مکان به پایان رساند. بعد از مرگ مادرش، حافظ به طنطا برگشت و در کنار محمد ابوشادی، وکیل ملی‌گرای مصری کار کرد. او در اینجا کتاب های ادبی متعددی را کشف کرد و با رهبران برجسته جنبش ملی مصر آشنا شد. 

## حرفه
در سال ۱۸۸۸، حافظ به دانشکده نظامی رفت و ۳ سال بعد به نام ستوان فارغ التحصیل گردید. بعدها توسط وزارت کشور منتخب شد و در سال ۱۸۹۶ به نام قسمتی از مبارزه های سودان مصر به سودان اعزام گردید. در آن محل حافظ و چند تن از همکار هایش در شورش بر ضد بدرفتاری با سودانی‌ها شرکت نمودند، بعدها از آن حافظ به دادگاه نظامی محکوم شد و به مصر برگردانده شد. 
در سال ۱۹۱۱، حافظ به نام رئیس قسمت ادبی در کتابخانه مصر( کتابخانه ملی مصر ) منتخب شد و وزیر آموزش و پرورش نام" بی " را به وی اعطا گردید که آرامش مالی حافظ را فراهم می نمود.  بعد از آن وقت بیشتری را به ادبیات و شعر اختصاص داد. حافظ در تقلید از سبک نگارش کلاسیک عربی متر و قافیه به حلقه هنرمندان نئوکلاسیک شعر مدرن عرب مثل احمد شوقی و محمود سامی البارودی پیوست . 